# Erpetogomphus compositus
Erpetogomphus compositus är en trollsländeart som först beskrevs av Hagen in Selys 1858.  Erpetogomphus compositus ingår i släktet Erpetogomphus och familjen flodtrollsländor. Inga underarter finns listade i Catalogue of Life.